# Liste der Grafen von Ponthieu
Graf von Ponthieu waren:

## Merowingische und karolingische Grafen
- Sigebert von Ponthieu (vor 570–nach 613).
- Dietrich I. von Ponthieu (um 620–?), Sohn Sigeberts.
- Dietrich II. von Ponthieu (um 685–734).
- Nithard von Ponthieu (um 720–?), Sohn Thierrys II.
- Angilbert von Ponthieu (um 750–814), Sohn Nithards, Herr des Ponthieu, Abt von Saint-Riquier, Berater des Königs Pippin von Italien, heiratet 795 die Karolingerin Bertha.
- Hardouin von Ponthieu (um 797–826), Sohn Angilberts

## Haus Montreuil
Die Grafen von Montreuil hatten nicht die Verfügungsgewalt über die gesamte historische Landschaft Ponthieu inne, sie beschränkte sich einzig auf die Burg Montreuil und Umland.
- Helgaud († 926)
- Herluin († 945), dessen Sohn
- Roger († nach 957), dessen Sohn
- Hugo († 961), dessen Sohn

## Haus Ponthieu
- Hugo I. von Abbeville, 981 advocatus von Ponthieu, † um 1000, Sohn Hilduins III. ⚭ vor 987 Gisla, Tochter Hugo Capets, Erbin von Abbeville
- Enguerrand I., 1026/48 bezeugt, Sohn Hugos I., advocatus
- Hugo II., 1035 bezeugt, † vor 1052, Graf von Montreuil, Sohn Enguerrands I.
- Enguerrand II., X 1053, Sohn Hugos II., Graf von Montreuil; ⚭ Adelheid von Normandie, Schwester von Wilhelm dem Eroberer (Rolloniden)
- Guido I., † 1100, 1060 Graf von Ponthieu, Bruder Engurrands II.

## Haus Montgommery
- Robert von Bellême, 1101 Graf von Ponthieu; ⚭ Agnes von Ponthieu, Tochter Guidos I.
- Wilhelm I. Talvas (oder Wilhelm II. von Ponthieu) († 1171), dessen Sohn, Herr von Bellême (bis 1113), Graf von Ponthieu, Alençon, Le Perche, Montreuil und Sées.
- Guido II. von Ponthieu (?–1147), Sohn Wilhelms I.
- Johann I. von Ponthieu (?–1191), Sohn Guidos II., Graf von Alençon.
- Otto von Braunschweig, (um 1174–1218), deutscher König, deutscher Kaiser, Graf von York.
- Wilhelm II. Talvas (oder Wilhelm III. von Ponthieu), (1179–1221), Sohn Johanns I., heiratete Alix von Frankreich.
- Maria von Ponthieu (?–1250 oder 1251), Tochter Wilhelms II., sie heiratete: 
  - Simon von Dammartin, Graf von Aumale und Dammartin (?–1239).
  - dann Mathieu de Montmorency (X 1250), Sohn von Mathieu II. de Montmorency (Stammliste der Montmorency).

## Diverse Familien
- Johanna von Dammartin, (?–1279), Tochter Marias und Simons, Gräfin von Dammartin, Aumale und von Montreuil.
- Eleonore von Kastilien (1241–1290), Tochter Johannas, Infantin von Kastilien, Königin von England, Gräfin von Montreuil.
- Robert III. von Artois (1287–1342), Graf von Artois.
- Jakob I. von Bourbon, Graf von La Marche (1346–1360)
- Das Ponthieu geht durch den Vertrag von Brétigny (1360) an England
- Johann von Valois (1398–1417), Herzog von Berry und Touraine (1401), Dauphin von Viennois (1415), Graf von Poitiers (1416).
- Bonne von Eu (1396–1425), Tochter Johanns, Gräfin von Eu, Auxerre, Mâcon, Vermandois, Amiens und Boulogne.

## Haus Valois-Angoulême
- Charles Bâtard de Valois, † 1650, 1620 Herzog von Angoulême und Graf von Ponthieu, Sohn von König Karl IX. und Marie Touchet
- Louis-Emmanuel de Valois, † 1653, dessen Sohn, 1650 Herzog von Angoulême und Graf von Ponthieu
- Marie Françoise de Valois, † 1696, dessen Tochter, 1653 Herzogin von Angoulême und Gräfin von Ponthieu